# زراعة شريطية

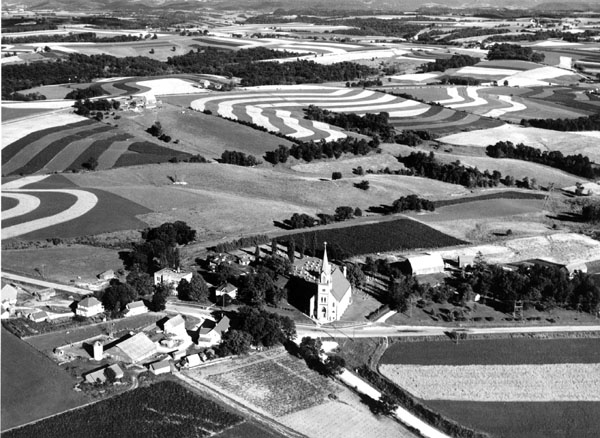
الزراعة الشريطية في ولاية ويسكونسن، الولايات المتحدة الأمريكية، 1957

للتعرف على ممارسة الزراعة الشريطية في العصور الوسطى، انظر نظام الحقل المفتوح.
الزراعة الشريطية هي إحدى طرق الزراعة التي يتم استخدامها في حال وجود منحدر شديد الانحدار أو طويل جدًا، أو في حال عدم وجود وسيلة بديلة لمنع تآكل التربة. وتتبع عملية الزراعة الشريطية طريقة تبادل شرائط المحاصيل المبذورة القريبة مثل القش أو القمح أو الحبوب الصغيرة الأخرى مع شرائط من محاصيل الخطوط مثل الذرة أو فول الصويا أو القطن أو بنجر السكر.
تساعد الزراعة الشريطية على وقف تآكل التربة من خلال إنشاء سدود طبيعية للمياه؛ بما يساعد على الحفاظ على قوة التربة. وتمتص طبقات معينة من النباتات المعادن والماء من التربة على نحو أكثر فعالية من غيرها. فعند وصول الماء إلى التربة الأضعف التي تفتقر إلى المعادن اللازمة لجعلها أقوى، فإنه عادة ما يجرفها بعيدًا. وعند وجود شرائط من التربة قوية بما يكفي لإبطاء حركة المياه خلالها، فلا يمكن جرف التربة الأضعف على النحو المعتاد. لذلك، تبقى الأراضي الزراعية خصبة لفترة أطول بكثير.
ويشير مصطلح الزراعة الشريطية إلى طريقة الزراعة الجافة التي تستخدم أحيانًا في المناطق التي تتضمن أجزاء من السهول الكبرى في الولايات المتحدة الأمريكية وبراري كندا. حيث تترك الأراضي الزراعية المُراحة بشكل دوري لتتراكم الرطوبة في هذه المناطق الجافة. وعادة ما يتم تنظيم المناطق البور والمنزرعة في شرائط متوازية وطولية وضيقة، تتجه طبيعيًا ناحية الرياح السائدة، وذلك للحد من تآكل التربة في الحقول العارية.
هذا وتساعد الزراعة الشريطية على منع التآكل الشامل عن طريق تواجد جذور المحاصيل التي تمسك بالتربة لمنعها من الانجراف بعيدًا.